# Статистика та рекорди футбольних клубних турнірів УЄФА

## Клуби

### Переможці клубних турнірів під егідою УЄФА
Мадридському «Реалу» належить рекорд найбільшої кількості виграних трофеїв (23). «Реал» є також рекордсменом за кількістю перемог у Кубку європейських чемпіонів та Лізі чемпіонів УЄФА (14). «Барселона» є рекордсменом за кількістю виграних трофеїв Кубку володарів кубків, «Севілья» — за кількістю перемог у Кубку УЄФА та Лізі Європи. «Гамбург», «Шальке», and «Штутгарт» та «Вільярреал» являються єдиними клубами, котрі здобували перемогу у Кубку Інтертото двічі.

### Рейтинг команд–переможниць головних міжнародних клубних турнірів УЄФА
Рейтинг команд, котрі здобули перемогу в одному з трьох головних європейських клубних турнірів. Жодна з команд не змогла досягти 100% показнику на одному з цих турнірів. Найближчими до цього показнику були київське «Динамо» у сезоні 1974–1975 та французький «ПСЖ» в сезоні 1995–1996. «Реал», «Аякс» та міланський «Інтер» досягли найкращого показнику серед команд–переможниць Кубку європейських чемпіонів та Ліги чемпіонів, мадридський «Атлетико» — серед володарів Кубку УЄФА та кубку Ліги Європи.

#### 15 найкращих команд
Не враховуються матчі кваліфікаційного та попереднього раундів, а також додаткові матчі, перемоги в екстра-таймі та перемоги в серії пенальті.
Table key
| Місце | Клуб                       | Турнір                       | Сезон     | М  | П  | ЗМ | ПМ | РМ  | % П    |
| ----- | -------------------------- | ---------------------------- | --------- | -- | -- | -- | -- | --- | ------ |
| 1.    | «Баварія»                  | Ліга чемпіонів               | 2019—2020 | 11 | 11 | 43 | 8  | +35 | 100%   |
| 2.    | «Динамо» (Київ)            | Кубок володарів кубків       | 1974—1975 | 9  | 8  | 17 | 5  | +12 | 88,88% |
| 3.    | ПСЖ                        | Кубок володарів кубків       | 1995—1996 | 9  | 8  | 16 | 4  | +12 | 88,88% |
| 4.    | «Атлетіко Мадрид»          | Ліга Європи                  | 2011—2012 | 15 | 13 | 33 | 10 | +23 | 86,67% |
| 5.    | «Реал Мадрид»              | Кубок європейських чемпіонів | 1959—1960 | 7  | 6  | 31 | 10 | +21 | 85,71% |
| 6.    | «Тоттенгем Готспур»        | Кубок володарів кубків       | 1962—1963 | 7  | 6  | 24 | 9  | +15 | 85,71% |
| 7.    | «Аякс»                     | Кубок європейських чемпіонів | 1972—1973 | 7  | 6  | 15 | 4  | +11 | 85,71% |
| 8.    | «Інтер»                    | Кубок європейських чемпіонів | 1963—1964 | 7  | 6  | 15 | 5  | +10 | 85,71% |
| 9.    | «Барселона»                | Ліга чемпіонів               | 2014—2015 | 13 | 11 | 31 | 11 | +20 | 84,61% |
| 10.   | «Ювентус»                  | Кубок УЄФА                   | 1992—1993 | 12 | 10 | 31 | 6  | +25 | 83,33% |
| 11.   | «Боруссія» (Менхенгладбах) | Кубок УЄФА                   | 1974—1975 | 12 | 10 | 32 | 9  | +23 | 83,33% |
| 12.   | «Баварія»                  | Кубок УЄФА                   | 1995—1996 | 12 | 10 | 32 | 10 | +22 | 83,33% |
| 13.   | «Фіорентина»               | Кубок володарів кубків       | 1960—1961 | 6  | 5  | 17 | 5  | +12 | 83,33% |
| 14.   | «Боруссія» (Дортмунд)      | Ліга чемпіонів               | 1996—1997 | 11 | 9  | 23 | 10 | +12 | 81,81% |
| 15.   | «Челсі»                    | Ліга Європи                  | 2018—2019 | 15 | 12 | 36 | 10 | +26 | 80%    |

### Список команд, котрі зуміли виграти усі головні міжнародні клубні турніри УЄФА
Станом на 2019 рік, тільки 5 команд зуміли виграти усі три головні європейські клубні турніри — тзв. "Європейський хет-трик" (Ліга чемпіонів УЄФА/Кубок європейських чемпіонів, Кубок володарів кубків УЄФА, Ліга Європи УЄФА/Кубок УЄФА. Ще 9 командам не вистачає до «хет-трику» одного трофею. Ювентус став першою командою, котра досягла «хет-трику», а також єдиною, котра цього добилася під керівництвом одного тренера. В якості визнання, клубу був вручений Почесний знак УЄФА.
| Клуб                | Перший трофей                          | Другий трофей                          | Третій трофей                          |
| ------------------- | -------------------------------------- | -------------------------------------- | -------------------------------------- |
| «Ювентус»           | Кубок УЄФА 1976—1977                   | Кубок володарів кубків 1983—1984       | Кубок європейських чемпіонів 1984—1985 |
| «Аякс»              | Кубок європейських чемпіонів 1970—1971 | Кубок володарів кубків 1986—1987       | Кубок УЄФА 1991—1992                   |
| «Баварія»           | Кубок володарів кубків 1966—1967       | Кубок європейських чемпіонів 1973—1974 | Кубок УЄФА 1995—1996                   |
| «Челсі»             | Кубок володарів кубків 1970—1971       | Ліга чемпіонів УЄФА 2011—2012          | Ліга Європи УЄФА 2012—2013             |
| «Манчестер Юнайтед» | Кубок європейських чемпіонів 1967—1968 | Кубок володарів кубків 1990—1991       | Ліга Європи УЄФА 2016—2017             |

### Список команд, котрі зуміли виграти усі міжнародні клубні турніри УЄФА
Ювентус яввляється єдиною командою, котра виграла усі клубні турніри, котрі проводилися під егідою УЄФА.
| Клуб      | Перший трофей        | Другий трофей                    | Третій трофей        | Четвертий трофей                       | П'ятий трофей                 | Шостий трофей        |
| --------- | -------------------- | -------------------------------- | -------------------- | -------------------------------------- | ----------------------------- | -------------------- |
| «Ювентус» | Кубок УЄФА 1976—1977 | Кубок володарів кубків 1983—1984 | Суперкубок УЄФА 1984 | Кубок європейських чемпіонів 1984—1985 | Міжконтинентальний кубок 1985 | Кубок Інтертото 1999 |

### Переможці головних міжнародних клубних трофеїв УЄФА з одної країни в одному сезоні
| Сезон   | Турнір                       | Переможці   |
| ------- | ---------------------------- | ----------- |
| 1989–90 | Кубок європейських чемпіонів | «Мілан»     |
| 1989–90 | Кубок володарів кубків       | «Сампдорія» |
| 1989–90 | Кубок УЄФА                   | «Ювентус»   |

### Переможці та фіналісти головних клубних трофеїв УЄФА з одної країни в одному сезоні
| Сезон   | Турнів         | Переможці   | Фіналісти           |
| ------- | -------------- | ----------- | ------------------- |
| 2018–19 | Ліга чемпіонів | «Ліверпуль» | «Тоттенгем Готспур» |
| 2018–19 | Ліга Європи    | «Челсі»     | «Арсенал»           |

## Гравці

### Список гравців-переможців усіх головних клубних турнірів УЄФА
Лише дев'ять гравців стали переможцями усіх трьох головних клубних турнірів.
| Гравець         | Ліга чемпіонів УЄФА | Ліга Європи УЄФА   | Кубок кубків УЄФА |
| --------------- | ------------------- | ------------------ | ----------------- |
| Гаетано Ширеа   | 1985 – Ювентус      | 1977 – Ювентус     | 1984 – Ювентус    |
| Антоніо Кабріні | 1985 – Ювентус      | 1977 – Ювентус     | 1984 – Ювентус    |
| Марко Тарделлі  | 1985 – Ювентус      | 1977 – Ювентус     | 1984 – Ювентус    |
| Арнольд Мюрен   | 1973 – Аякс         | 1981 – Іпсвіч Таун | 1987 – Аякс       |
| Сержіо Бріо     | 1985 – Ювентус      | 1990 – Ювентус     | 1984 – Ювентус    |
| Стефано Такконі | 1985 – Ювентус      | 1990 – Ювентус     | 1984 – Ювентус    |
| Данні Блінд     | 1995 – Аякс         | 1992 – Аякс        | 1987 – Аякс       |
| Джанлука Віаллі | 1996 – Ювентус      | 1993 – Ювентус     | 1990 – Сампдорія  |
| Вітор Байя      | 2004 – Порту        | 2003 – Порту       | 1997 – Барселона  |

### Список гравців-переможців усіх міжнародних клубних турнірів УЄФА
Лише шість гравців зуміли стати переможцями всіх міжнародних клубних турнірів UEFA
| Гравець         | Ліга чемпіонів УЄФА | Ліга Європи УЄФА   | Кубок кубків УЄФА | Суперкубок УЄФА | Міжконтинентальний кубок |
| --------------- | ------------------- | ------------------ | ----------------- | --------------- | ------------------------ |
| Гаетано Ширеа   | 1985 – Ювентус      | 1977 – Ювентус     | 1984 – Ювентус    | 1984 – Ювентус  | 1985 – Ювентус           |
| Антоніо Кабріні | 1985 – Ювентус      | 1977 – Ювентус     | 1984 – Ювентус    |                 | 1985 – Ювентус           |
| Арнольд Мюрен   | 1973 – Аякс         | 1981 – Іпсвіч Таун | 1987 – Аякс       | 1973 – Аякс     | 1972 – Аякс              |
| Сержіо Бріо     | 1985 – Ювентус      | 1990 – Ювентус     | 1984 – Ювентус    | 1984 – Ювентус  | 1985 – Ювентус           |
| Сержіо Бріо     | 1985 – Ювентус      | 1990 – Ювентус     | 1984 – Ювентус    | 1984 – Ювентус  | 1985 – Ювентус           |
| Данні Блінд     | 1995 – Аякс         | 1992 – Аякс        | 1987 – Аякс       | 1995 – Аякс     | 1995 – Аякс              |

### Топ-гвардійці міжнародних клубних турнірів УЄФА
Станом на 17 квітня 2019
Враховуються матчі Кубку/Ліги чемпіонів (UCL), Кубку кубків (CWC), Кубку УЄФА/Лізі Європи (UEL), Кубку Інтертото (UIC), Суперкубку УЄФА (USC) та Міжконтинентальному кубку (IC).
| Місце | Гравець           | Матчі | Голи | Гол/матч | Дебют | Завершення кар'єри | Клуб(и)                                         |
| ----- | ----------------- | ----- | ---- | -------- | ----- | ------------------ | ----------------------------------------------- |
| 1     | Ікер Касільяс     | 188   | 0    | 0.00     | 1999  | —                  | Реал Мадрид Порту                               |
| 2     | Паоло Мальдіні    | 174   | 3    | 0.02     | 1985  | 2009               | Мілан                                           |
| 3     | Кріштіану Роналду | 173   | 130  | 0.76     | 2002  | —                  | Спортінг Манчестер Юнайтед Реал Мадрид Ювентус  |
| 3     | Хаві              | 173   | 13   | 0.08     | 1999  | 2015               | Барселона                                       |
| 4     | Пепе Рейна        | 171   | 0    | 0.00     | 2000  | —                  | Барселона Вільярреал Ліверпуль Наполі Мілан     |
| 5     | Джанлуїджі Буффон | 165   | 0    | 0.00     | 1995  | —                  | Парма Ювентус ПСЖ                               |
| 6     | Кларенс Зеедорф   | 163   | 15   | 0.09     | 1992  | 2012               | Аякс Сампдорія Реал Мадрид Інтернаціонале Мілан |
| 7     | Рауль Гонсалес    | 161   | 77   | 0.48     | 1995  | 2012               | Реал Мадрид Шальке                              |
| 8     | Хав'єр Дзанетті   | 160   | 5    | 0.03     | 1995  | 2014               | Інтернаціонале                                  |
| 9     | Раян Гіггз        | 159   | 29   | 0.18     | 1991  | 2014               | Манчестер Юнайтед                               |

Жирним шрифтом виділений діючий футболіст та його нинішній клуб.

### Найкращі бомбардири міжнародних клубних турнірів УЄФА
Станом на 20 червня 2019
Враховуються матчі Кубку/Ліги чемпіонів (UCL), Кубку кубків (CWC), Кубку УЄФА/Лізі Європи (UEL), Кубку Інтертото (UIC), Суперкубку УЄФА (USC) та Міжконтинентальному кубку (IC).
| Місце | Гравець             | Голи | Матчі | Гол/матч | Дебют | Завершення кар'єри | Клуб(и)                                        |
| ----- | ------------------- | ---- | ----- | -------- | ----- | ------------------ | ---------------------------------------------- |
| 1     | Кріштіану Роналду   | 130  | 170   | 0.76     | 2002  | —                  | Спортінг Манчестер Юнайтед Реал Мадрид Ювентус |
| 2     | Ліонель Мессі       | 115  | 139   | 0.83     | 2004  | —                  | Барселона ПСЖ                                  |
| 3     | Рауль Гонсалес      | 77   | 161   | 0.48     | 1995  | 2012               | Реал Мадрид Шальке                             |
| 4     | Філіппо Індзагі     | 70   | 114   | 0.61     | 1995  | 2012               | Парма Ювентус Мілан                            |
| 5     | Андрій Шевченко     | 67   | 143   | 0.47     | 1994  | 2012               | Динамо (Київ) Мілан Челсі                      |
| 6     | Роберт Левандовські | 65   | 104   | 0.58     | 2008  | —                  | Лех (Познань) Боруссія (Дортмунд) Баварія      |
| 7     | Герд Мюллер         | 62   | 71    | 0.87     | 1967  | 1981               | Баварія                                        |
| 7     | Рууд ван Ністелрой  | 62   | 92    | 0.67     | 1998  | 2012               | ПСВ Манчестер Юнайтед Реал Мадрид Гамбург      |
| 8     | Карім Бензема       | 61   | 115   | 0.53     | 2005  | —                  | Олімпік Ліон Реал Мадрид                       |
| 8     | Серхіо Агуеро       | 61   | 98    | 0.60     | 2007  | —                  | Атлетіко Мадрид Манчестер Сіті                 |

Жирним шрифтом виділений діючий футболіст та його нинішній клуб.

## Тренери

### Список тренерів-переможців усіх головних клубних турнірів УЄФА
Лише два тренери зуміли стати володарями трьох головних клубних трофеїв Європи.. 
| Manager             | Кубок/Ліга чемпіонів | Кубок УЄФА/ Ліга Європи         | Кубок кубків     |
| ------------------- | -------------------- | ------------------------------- | ---------------- |
| Удо Латтек          | 1974 – Баварія       | 1979 – Боруссія (Менхенгладбах) | 1982 – Барселона |
| Джованні Трапаттоні | 1985 – Ювентус       | 1977 – Ювентус                  | 1984 – Ювентус   |

### Список тренерів-переможців усіх клубних турнірів УЄФА
Лише один тренер зуміли стати володарями усіх важливих клубних трофеїв Європи..
| Manager             | Кубок/Ліга чемпіонів | Кубок УЄФА/ Ліга Європи | Кубок кубків   | Суперкубок УЄФА | Міжконтинентальний кубок |
| ------------------- | -------------------- | ----------------------- | -------------- | --------------- | ------------------------ |
| Джованні Трапаттоні | 1985 – Ювентус       | 1977 – Ювентус          | 1984 – Ювентус | 1984 – Ювентус  | 1985 – Ювентус           |

## Вболівальники

### Найвища відвідуваність на матчі клубного турніру УЄФА
| Місце | Матч                    | Date           | Турнір                     | Стадіон, місто                  | Кількість глядачів | Посилання |
| ----- | ----------------------- | -------------- | -------------------------- | ------------------------------- | ------------------ | --------- |
| 1     | Селтік 2–1 Лідс Юнайтед | 15 квітня 1970 | 1/2 фіналу Кубку чемпіонів | Гемпден Парк, Глазго, Шотландія | 136,505            | [ 16 ]    |